# アースダイバー (曲)
「アースダイバー」は、NOVELSの2枚目のシングル。2012年9月26日にトイズファクトリーから発売された。

## 概要
前作「ミッシングリンク」から約1年ぶりのリリースで、表題曲は、アニメ映画『劇場版 TIGER & BUNNY -The Beginning-』のオープニングテーマとなっている楽曲。作詞・作曲したヴォーカルの竹内が、突発性自然気胸により同年3月から1ヶ月間の入院生活で感じた恐怖、悲しみから、“生きる意味”を考え作り上げたナンバーであり、竹内が病院にいて、いろいろ考えた中で出来た1曲である。
ミュージックビデオは、鎌谷聡次郎が監督を務めた。
NOVELSが『TIGER & BUNNY』のタイアップを担当するのは、前作の「ミッシングリンク」に引き続き、2度目である。

## 収録曲
1. アースダイバー [4:24]
作詞・作曲：竹内真央
  - 松竹/ティ・ジョイ配給アニメ映画『劇場版 TIGER & BUNNY -The Beginning-』オープニングテーマ
2. 帆船の透明度 [4:26]
作詞・作曲：竹内真央